# Рагхувамша
«Рагхува́мша» (санскр. रघुवंश; IAST: Raghuvaṃśa; «Род Рагху») — санскритская эпическая поэма (махакавья), написанная знаменитым санскритским поэтом Калидасой. Поэма состоит из 19 сарг («песней»). В ней изложены истории, относящиеся к роду Дилипы и его потомков вплоть до Агниварны, включая истории Рагху, Дашаратхи и Рамы. Наиболее значимый комментарий на эту поэму, «Сандживани», написан Маллинатхой (XIV—XV века).
Излагая истории царей из Солнечной династии, Калидаса особенно останавливается на Рагху. В поэме всячески превозносятся воинские достоинства этого героя. По ходу сюжета Рагху предпринимает военную экспедицию в Трансоксанию, покоряя все попадающиеся местные племена на своём пути (возможно, через Среднюю Азию). В конце концов Рагху со своей армией доходит до племени камбоджа, которое также покоряется герою и приносит ему свои дары.